# Pangasianodon
Genre
Pangasianodon est un genre de poissons-chats appartenant à la famille des Pangasiidae. Il comprend deux espèces :
- Pangasianodon gigas
- Pangasianodon hypophthalmus, le « Panga »